# Julos
Julos [ʒylɔs] est une commune française située dans le centre du département des Hautes-Pyrénées, en région Occitanie. Sur le plan historique et culturel, la commune est dans l’ancien comté de Bigorre, comté historique des Pyrénées françaises et de Gascogne.
Exposée à un climat de montagne, elle est drainée par le ruisseau des Graves et par divers autres petits cours d'eau. La commune possède un patrimoine naturel remarquable composé de deux zones naturelles d'intérêt écologique, faunistique et floristique.
Julos est une commune rurale qui compte 457 habitants en 2022, après avoir connu une forte hausse de la population depuis 1962. Elle est dans l'agglomération de Lourdes et fait partie de l'aire d'attraction de Lourdes..
Ses habitants sont appelés les Julosais.

## Géographie

### Localisation
La commune de Julos se trouve dans le département des Hautes-Pyrénées, en région Occitanie.
Elle se situe à 13 km à vol d'oiseau de Tarbes, préfecture du département, à 16 km d'Argelès-Gazost, sous-préfecture, et à 5 km de Lourdes, bureau centralisateur du canton de Lourdes-2 dont dépend la commune depuis 2015 pour les élections départementales.
La commune fait en outre partie du bassin de vie de Lourdes.
Les communes les plus proches sont : 
Paréac (1,6 km), Averan (1,8 km), Bourréac (2,1 km), Lézignan (2,7 km), Escoubès-Pouts (2,8 km), Orincles (2,9 km), Adé (3,0 km), Barry (3,0 km).
Sur le plan historique et culturel, Julos fait partie de l’ancien comté de Bigorre, comté historique des Pyrénées françaises et de Gascogne créé au IXe siècle puis rattaché au domaine royal en 1302, inclus ensuite au comté de Foix en 1425 puis une nouvelle fois rattaché au royaume de France en 1607. La commune est dans le pays de Tarbes et de la Haute Bigorre.

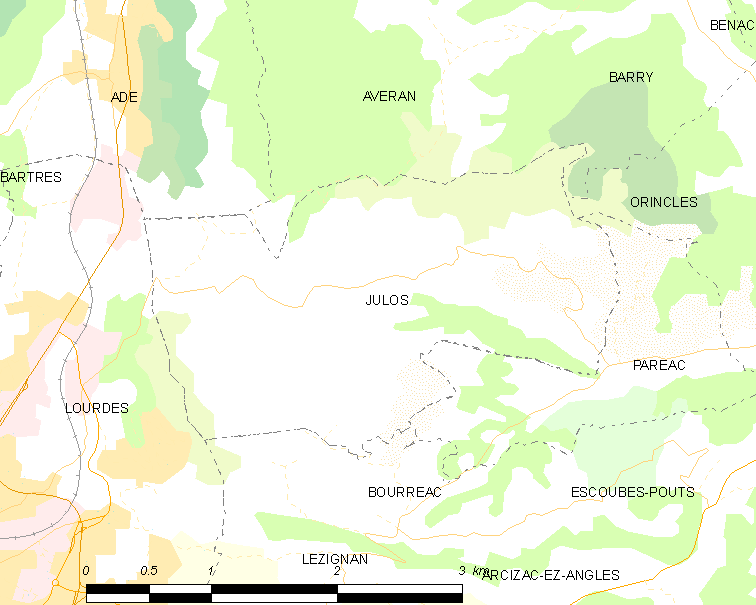
Carte de la commune de Julos et des proches communes.

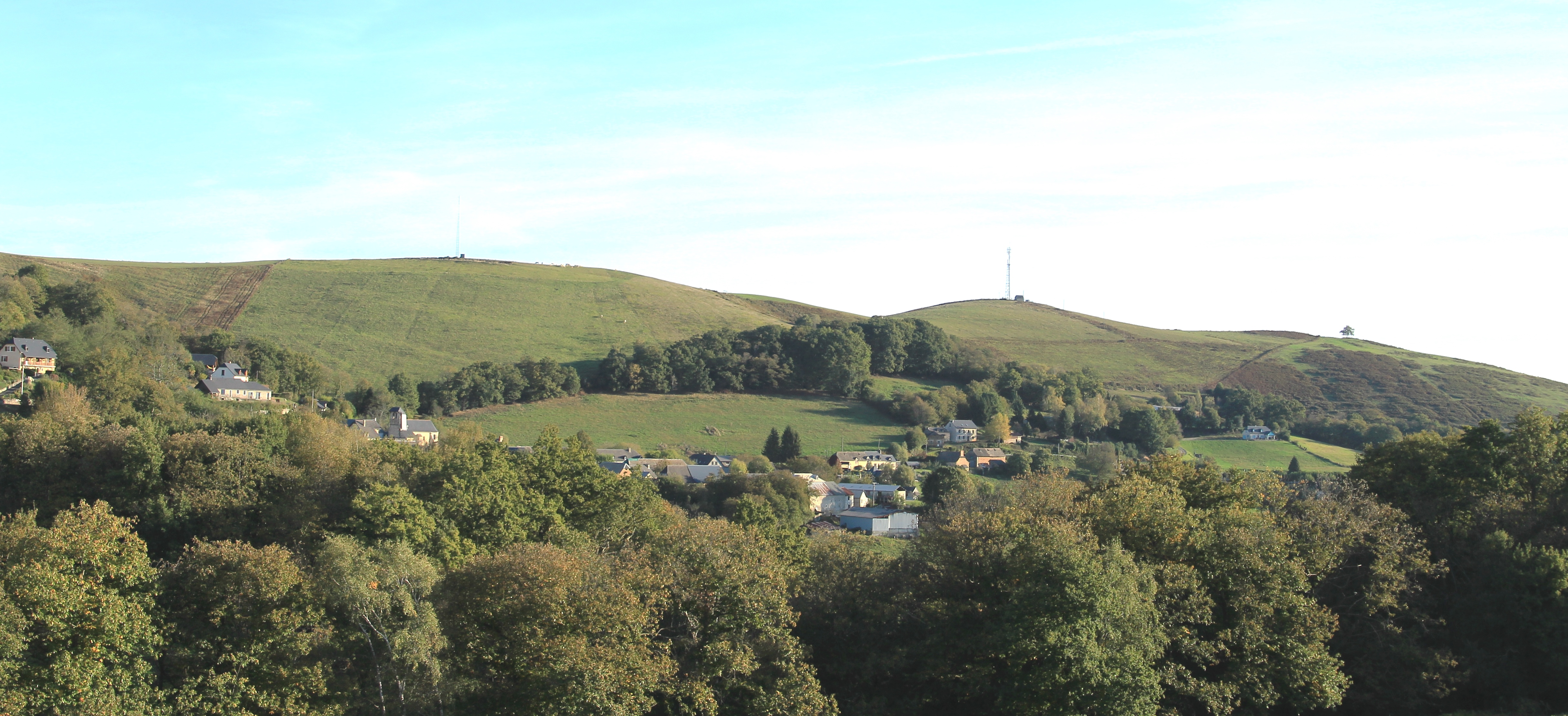
Vue du bourg de Julos.

| Adé      | Averan   | Barry    |
| Lourdes  | Julos    | Orincles |
| Lézignan | Bourréac | Paréac   |

### Hydrographie
La commune est dans le bassin de l'Adour, au sein du bassin hydrographique Adour-Garonne. Elle est drainée par le ruisseau des Graves, le ruisseau de la Mate et par deux petits cours d'eau, constituant un réseau hydrographique de 5 km de longueur totale,.

### Climat
Le climat est tempéré de type océanique, en raison de l'influence proche de l'océan Atlantique situé à peu près 150 km plus à l'ouest. La proximité des Pyrénées fait que la commune profite d'un effet de foehn, il peut aussi y neiger en hiver, même si cela reste inhabituel.
| Mois                              | jan.  | fév.  | mars  | avril | mai   | juin  | jui.  | août  | sep.  | oct.  | nov.  | déc.  | année   |
| --------------------------------- | ----- | ----- | ----- | ----- | ----- | ----- | ----- | ----- | ----- | ----- | ----- | ----- | ------- |
| Température minimale moyenne (°C) | 0,6   | 1,3   | 2,7   | 5,2   | 8,3   | 11,6  | 14,1  | 13,9  | 11,7  | 8     | 3,6   | 1,3   | 6,9     |
| Température moyenne (°C)          | 5,3   | 6,1   | 7,8   | 10    | 13,3  | 16,7  | 19,3  | 19    | 17,2  | 13,3  | 8,5   | 5,8   | 11,9    |
| Température maximale moyenne (°C) | 9,9   | 11    | 12,9  | 14,8  | 18,3  | 21,7  | 24,5  | 24    | 22,6  | 18,6  | 13,4  | 10,4  | 16,8    |
| Ensoleillement (h)                | 108,8 | 118,8 | 155,6 | 157,2 | 181,3 | 191,5 | 215,5 | 196,4 | 194,5 | 164,4 | 124,4 | 104,4 | 1 912,8 |
| Précipitations (mm)               | 112,8 | 97,5  | 100,2 | 105,7 | 113,6 | 80,7  | 57,3  | 70,3  | 71    | 85,2  | 93    | 112,1 | 1 099,4 |

### Milieux naturels et biodiversité
L’inventaire des zones naturelles d'intérêt écologique, faunistique et floristique (ZNIEFF) a pour objectif de réaliser une couverture des zones les plus intéressantes sur le plan écologique, essentiellement dans la perspective d’améliorer la connaissance du patrimoine naturel national et de fournir aux différents décideurs un outil d’aide à la prise en compte de l’environnement dans l’aménagement du territoire.
Une ZNIEFF de type 1 est recensée sur la commune :
le « réseau hydrographique des Angles et du Bénaquès » (260 ha), couvrant 35 communes du département et une ZNIEFF de type 2, : 
les « coteaux et vallons des Angles et du Bénaquès » (12 879 ha), couvrant 45 communes du département.

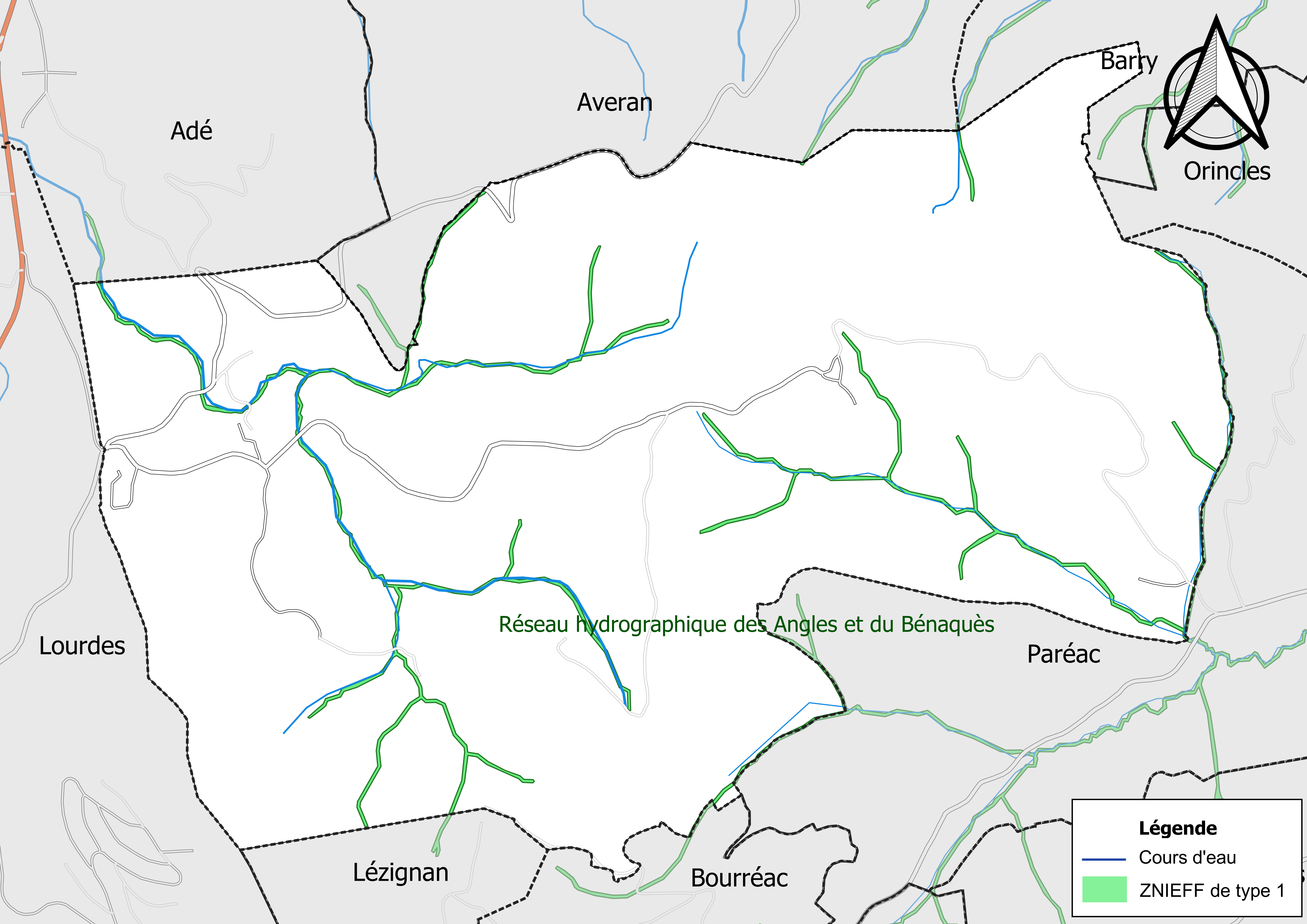
Carte de la ZNIEFF de type 1 sur la commune.
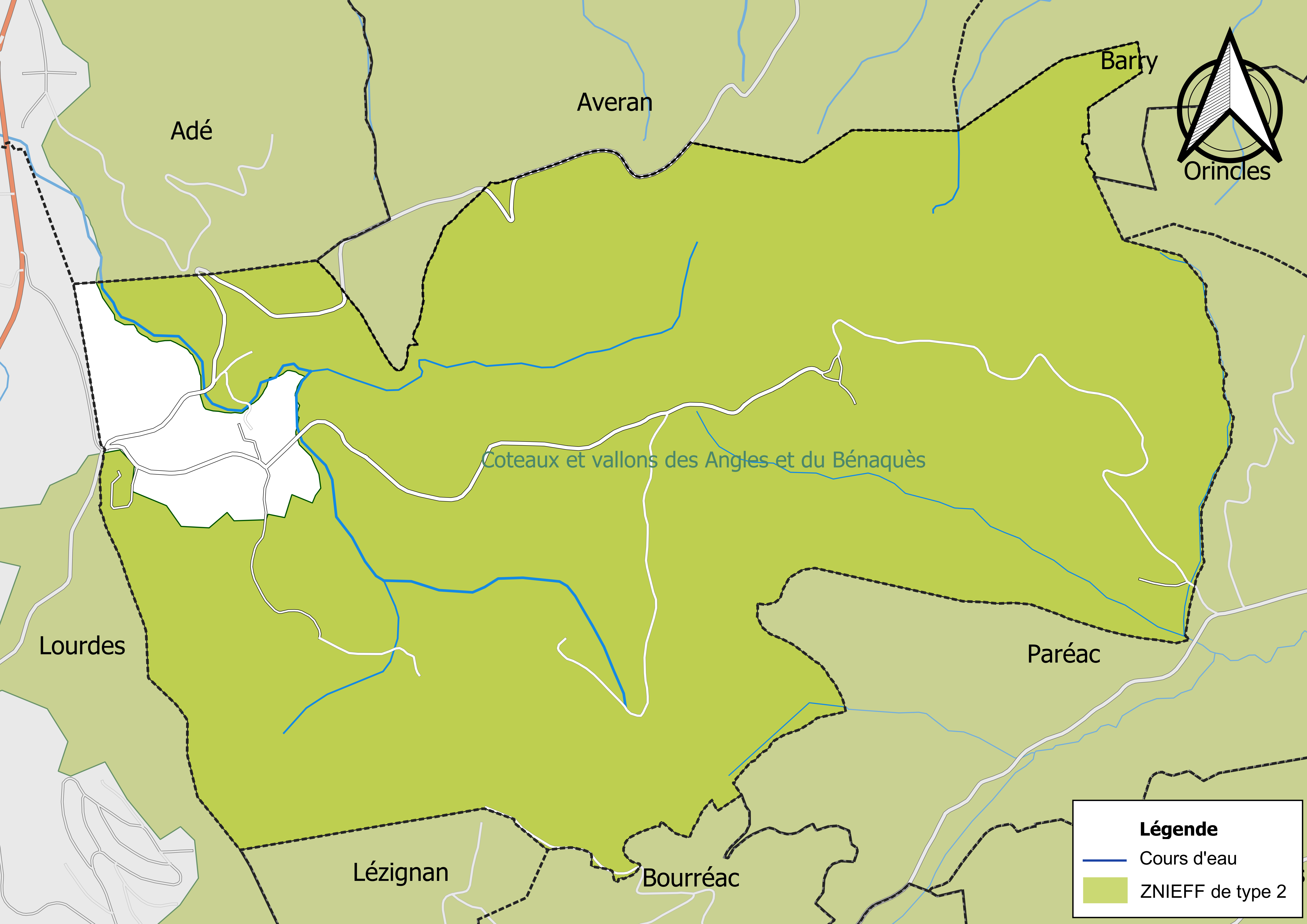
Carte de la ZNIEFF de type 2 sur la commune.

## Urbanisme

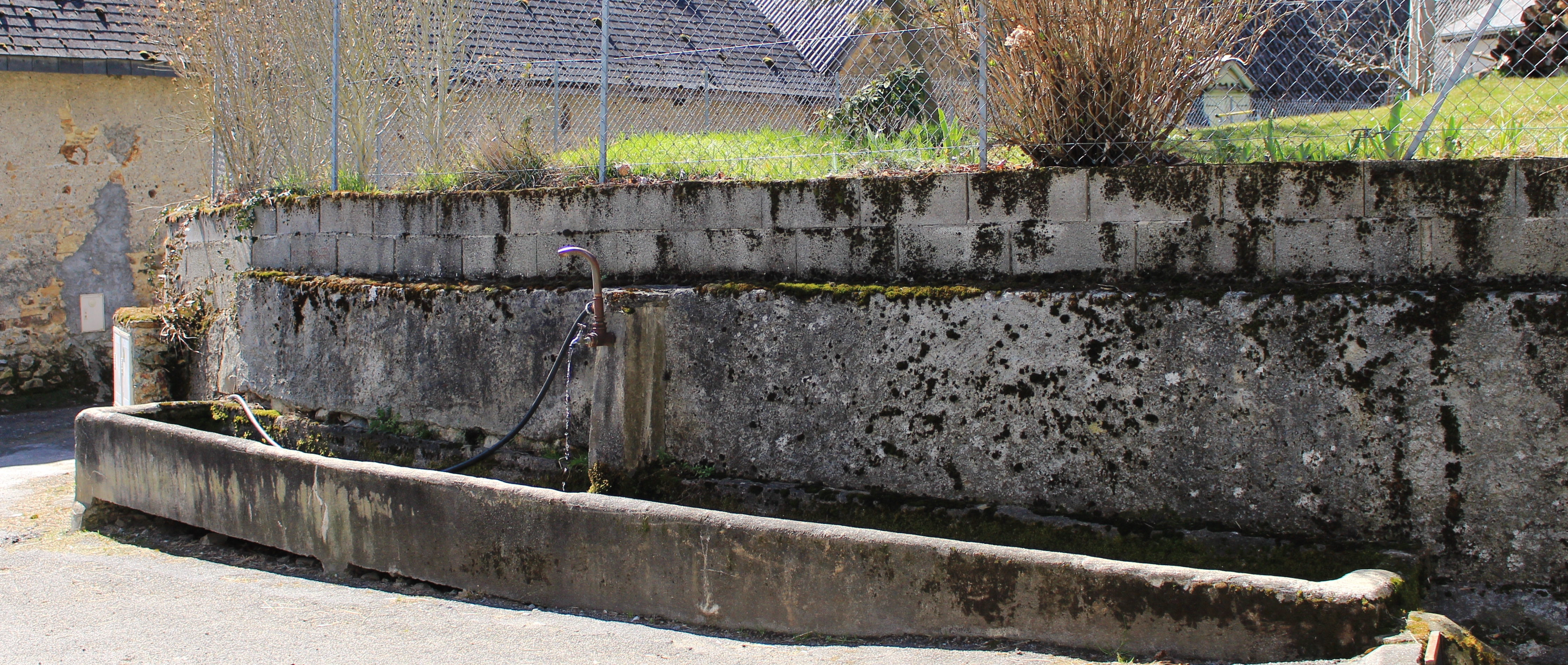
La fontaine.

### Typologie
Au 1er janvier 2024, Julos est catégorisée commune rurale à habitat dispersé, selon la nouvelle grille communale de densité à sept niveaux définie par l'Insee en 2022.
Elle appartient à l'unité urbaine de Lourdes, une agglomération intra-départementale regroupant treize  communes, dont elle est une commune de la banlieue,,. Par ailleurs la commune fait partie de l'aire d'attraction de Lourdes, dont elle est une commune de la couronne,. Cette aire, qui regroupe 45 communes, est catégorisée dans les aires de moins de 50 000 habitants,.

### Occupation des sols
L'occupation des sols de la commune, telle qu'elle ressort de la base de données européenne d’occupation biophysique des sols Corine Land Cover (CLC), est marquée par l'importance des territoires agricoles (75,8 % en 2018), en diminution par rapport à 1990 (81,9 %). La répartition détaillée en 2018 est la suivante : 
prairies (47,5 %), zones agricoles hétérogènes (28,3 %), milieux à végétation arbustive et/ou herbacée (12 %), zones urbanisées (6,1 %), forêts (6,1 %).
L'IGN met par ailleurs à disposition un outil en ligne permettant de comparer l’évolution dans le temps de l’occupation des sols de la commune (ou de territoires à des échelles différentes). Plusieurs époques sont accessibles sous forme de cartes ou photos aériennes : la carte de Cassini (XVIIIe siècle), la carte d'état-major (1820-1866) et la période actuelle (1950 à aujourd'hui).

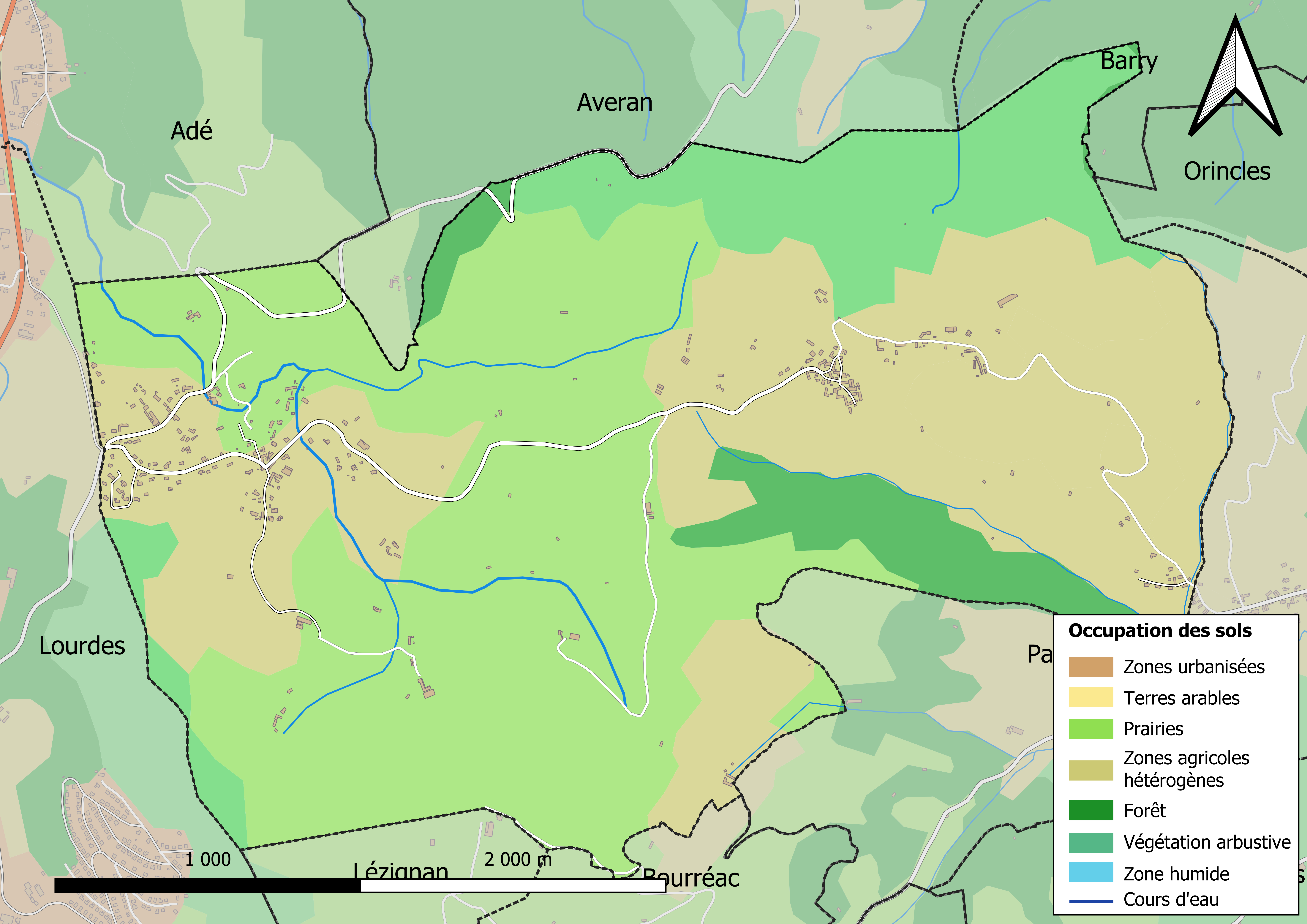
Carte des infrastructures et de l'occupation des sols en 2018 (CLC) de la commune.
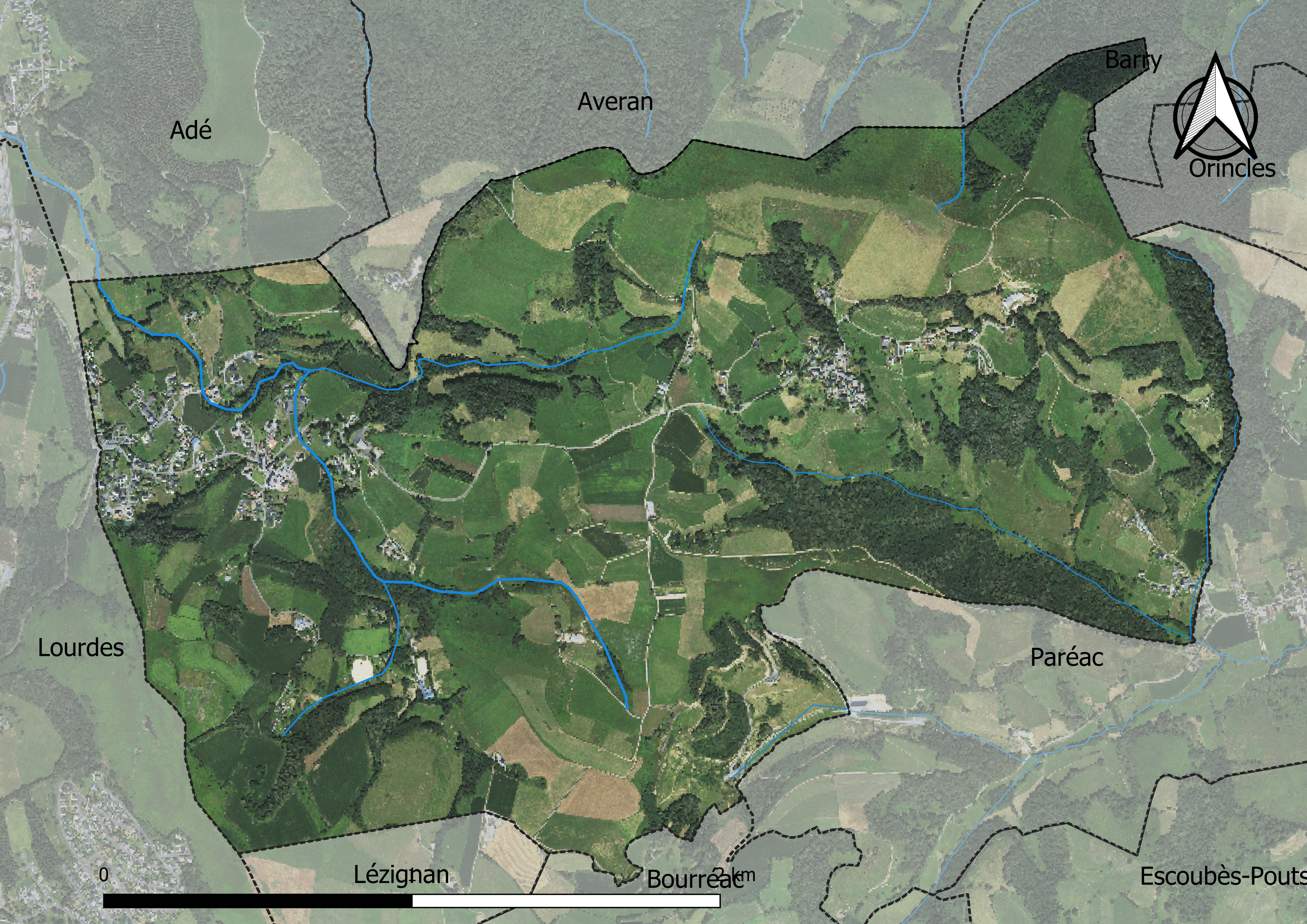
Carte orthophotogrammétrique de la commune.

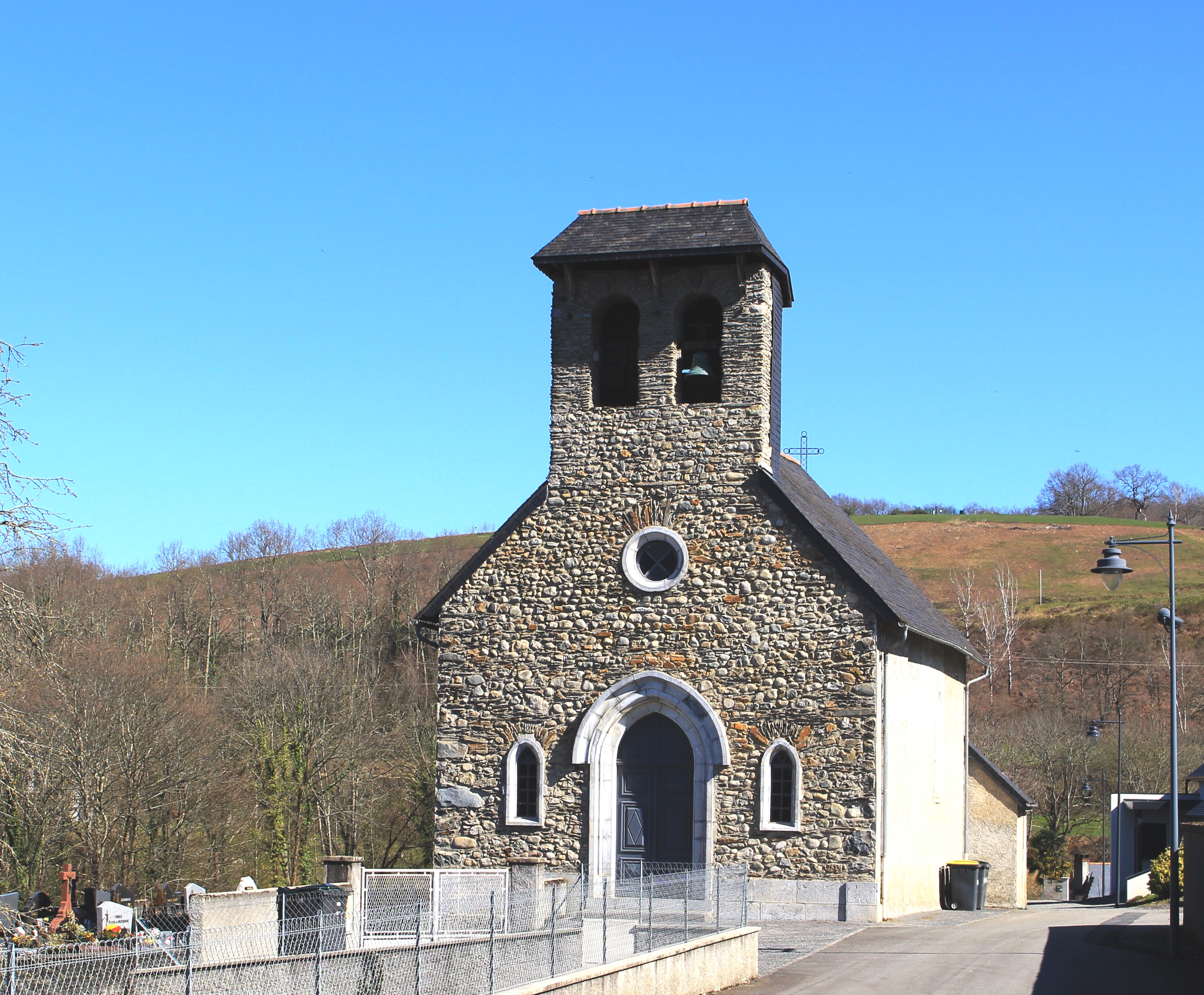
La chapelle Saint-Martin.
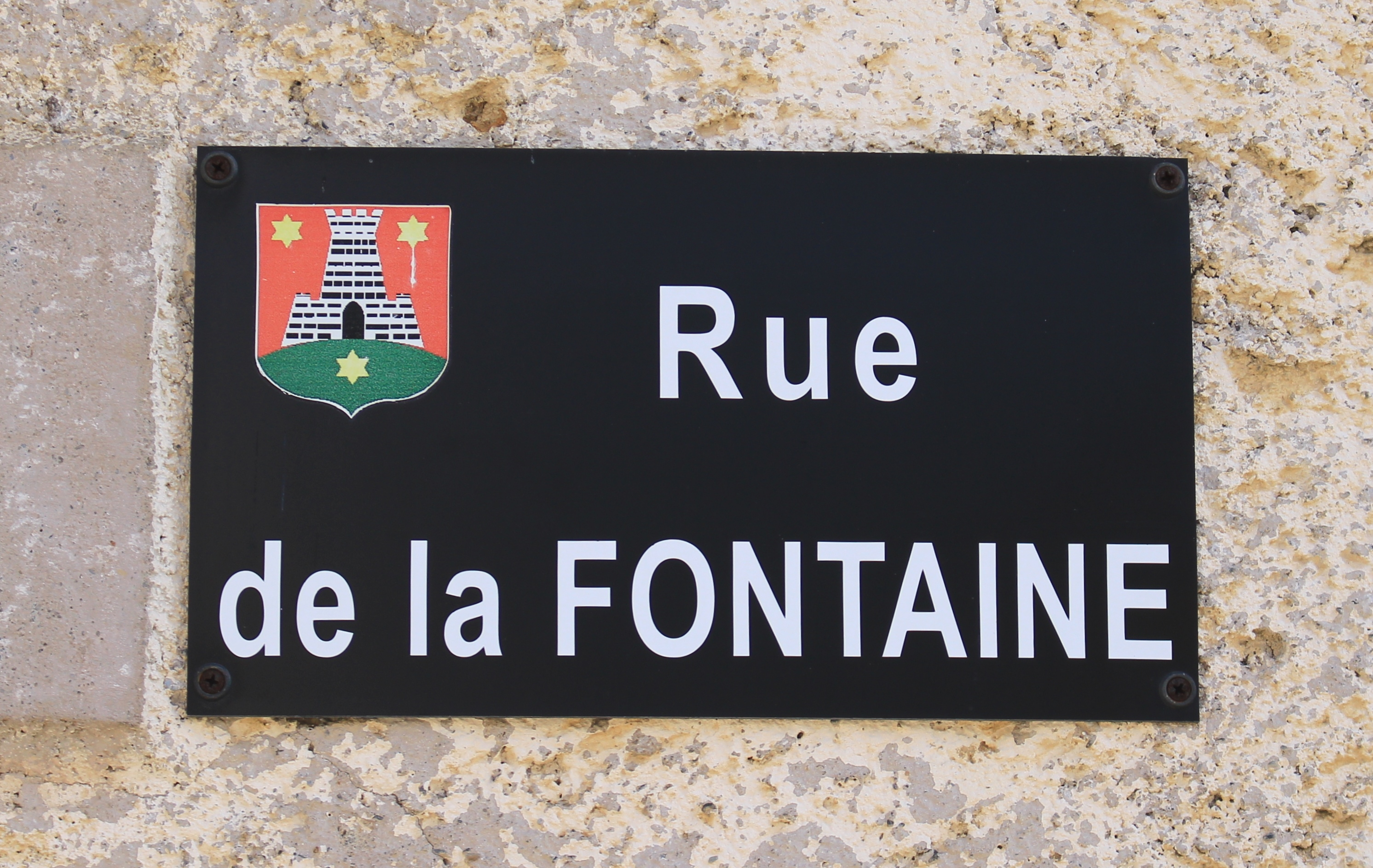
Rues du village.

### Logement
En 2012, le nombre total de logements dans la commune est de 177.

Parmi ces logements, 85.5  % sont des résidences principales, 7.2  % des résidences secondaires  7.2  %  des logements vacants.

### Voies de communication et transports
Cette commune est desservie par les routes départementales D 95 et D 507a.

### Risques majeurs
Le territoire de la commune de Julos est vulnérable à différents aléas naturels : météorologiques (tempête, orage, neige, grand froid, canicule ou sécheresse), inondations, feux de forêts, mouvements de terrains et séisme (sismicité moyenne). Il est également exposé à un risque technologique,  le transport de matières dangereuses. Un site publié par le BRGM permet d'évaluer simplement et rapidement les risques d'un bien localisé soit par son adresse soit par le numéro de sa parcelle.

#### Risques naturels
Certaines parties du territoire communal sont susceptibles d’être affectées par le risque d’inondation par débordement de cours d'eau, notamment La cartographie des zones inondables en ex-Midi-Pyrénées réalisée dans le cadre du XIe Contrat de plan État-région, visant à informer les citoyens et les décideurs sur le risque d’inondation, est accessible sur le site de la DREAL Occitanie. La commune a été reconnue en état de catastrophe naturelle au titre des dommages causés par les inondations et coulées de boue survenues en 1982, 1988, 1999, 2009 et 2018,.
Julos est exposée au risque de feu de forêt. Un plan départemental de protection des forêts contre les incendies a été approuvé par arrêté préfectoral le 21 avril 2020 pour la période 2020-2029. Le précédent couvrait la période 2007-2017. L’emploi du feu est régi par deux types de réglementations. D’abord le code forestier et l’arrêté préfectoral du 27 octobre 2014, qui réglementent l’emploi du feu à moins de 200 m des espaces naturels combustibles sur l’ensemble du département. Ensuite celle établie dans le cadre de la lutte contre la pollution de l’air, qui interdit le brûlage des déchets verts des particuliers. L’écobuage est quant à lui réglementé dans le cadre de commissions locales d’écobuage (CLE).

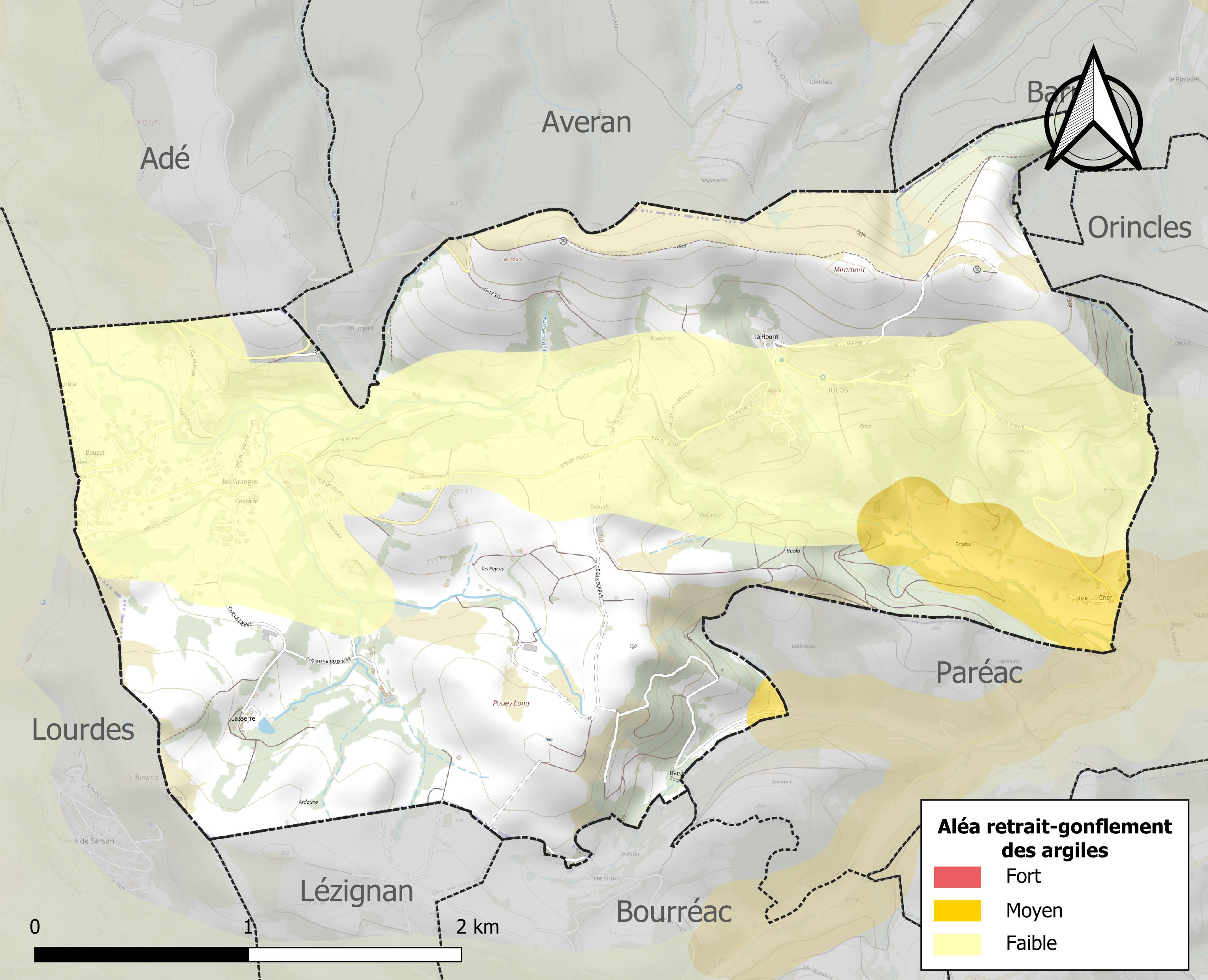
Carte des zones d'aléa retrait-gonflement des sols argileux de Julos.

Les mouvements de terrains susceptibles de se produire sur la commune sont des tassements différentiels.
Le retrait-gonflement des sols argileux est susceptible d'engendrer des dommages importants aux bâtiments en cas d’alternance de périodes de sécheresse et de pluie. 5,1 % de la superficie communale est en aléa moyen ou fort (44,5 % au niveau départemental et 48,5 % au niveau national). Sur les 145 bâtiments dénombrés sur la commune en 2019, 8 sont en aléa moyen ou fort, soit 6 %, à comparer aux 75 % au niveau départemental et 54 % au niveau national. Une cartographie de l'exposition du territoire national au retrait gonflement des sols argileux est disponible sur le site du BRGM,.
Par ailleurs, afin de mieux appréhender le risque d’affaissement de terrain, l'inventaire national des cavités souterraines permet de localiser celles situées sur la commune.
Concernant les mouvements de terrains, la commune a été reconnue en état de catastrophe naturelle au titre des dommages causés par des mouvements de terrain en 1999.

#### Risque technologique
Le risque de transport de matières dangereuses sur la commune est lié à sa traversée par une canalisation de transport d'hydrocarbures. Un accident se produisant sur une telle infrastructure est susceptible d’avoir des effets graves sur les biens, les personnes ou l'environnement, selon la nature du matériau transporté. Des dispositions d’urbanisme peuvent être préconisées en conséquence.

## Toponymie

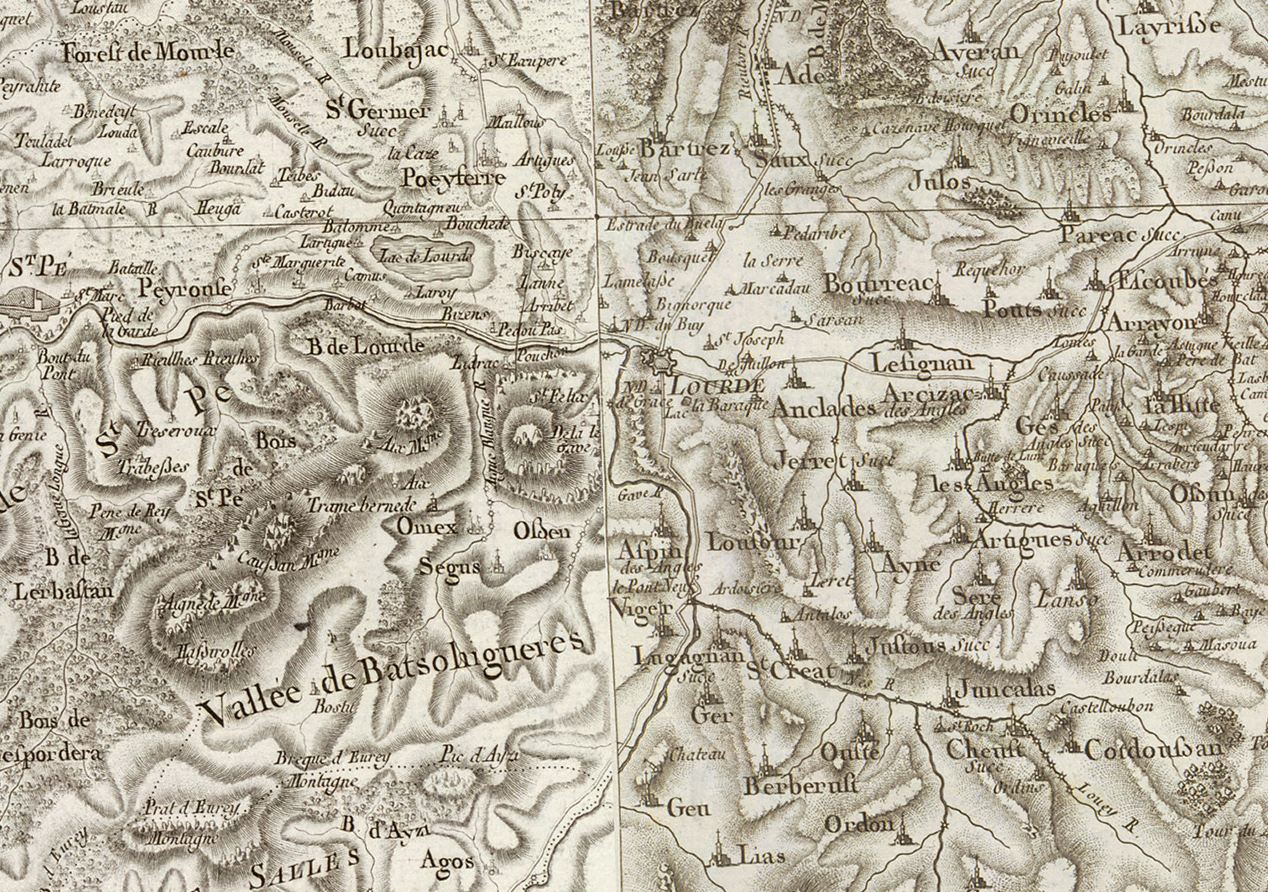
Extrait de la carte de Cassini (entre 1756 et 1789) situant Julos au nord est de Lourdes

On trouvera les principales informations dans le Dictionnaire toponymique des communes des Hautes Pyrénées de Michel Grosclaude et Jean-François Le Nail qui rapporte les dénominations historiques du village :
Dénominations historiques :
- Juulos, (1285, montre Bigorre) ;
- De Iulos, (1313, Debita regi Navarre) ;
- De Julossio, latin (1342, pouillé de Tarbes ; 1379, procuration Tarbes) ;
- Julos, Juulos, (1429, censier  de Bigorre) ;
- Julos, (1541, ADPA, B 1010) ;
- Julos, (fin XVIIIe siècle, carte de Cassini).

Étymologie : nom de domaine antique formé sur le nom de personnage latin Julius et le suffixe aquitain -ossum.

Nom occitan : Julòs.

## Histoire
Sous l'Ancien Régime, l'histoire de Julos est associée à l’ascension d'une famille, les Castelnau, du val d'Azun, qui par un mariage en 1339 devinrent seigneurs de Julos, Paréac, Escoubès, entre autres, et aussi de Laloubère pour former une famille influente, les Castelnau-Julos puis Castelnau-Laloubère. On lit dans l'histoire de la Bigorre par l'abbé Colomez
« La terre de Laloubère faisait partie de celle de Julos en Bigorre. Pérégrin de Julos, puiné de la maison, l'eut pour son partage, et s'étant signalé par sa valeur en Castille, il rendit le nom de Laloubère recommandable dans sa postérité. Les seigneurs de Castelnau en ont augmenté les biens et la gloire y ayant pris alliance ».
Ces détails ont de l'importance pour rendre compte du mode de gestion communautaire et intercommunal des landes situées sur ces communes, et tout particulièrement sur Julos, qui perdura jusque dans les années 1970. Jusqu'à 1789, en effet, ces landes étaient des réserves seigneuriales de la seigneurie de Laloubère, elles devinrent ensuite des biens communaux gérés avec un droit de pacage consenti aux communes voisines, notamment Bourréac. Cette situation d'indivision a pris fin en 1978, avec le partage de ces landes entre les communes de Julos, Bourréac, Paréac et Lézignan, appuyé sur l'exploitation de documents d'archives seigneuriales de Laloubère.
Selon l'historien de la Bigorre, Marie-Armand d'Avezac de Castera-Macaya (1823), « la terre de Castelnau était située dans la vallée d'Azun : les villages de Gaillagos, Arras, Ourout, Ayzac, en relevaient. Jean-Bernard, chevalier, seigneur de Castelnau, vivait vers 1260 ; et eut pour fils Bernard 1er mort vers 1300, père de Menaud, chevalier. Garcie-Arnaud 1er, fils de ce dernier,épousa, en 1339, Mahaud de Julos, héritière de Laloubère, dont il eut Jean-Raymond de Castelnau-Laloubère, qui vivait en 1366, et fut le père d'Odet : celui-ci eut de Catherine de Gramont, son épouse, deux fils, 1° Bernard II qui continua la maison de Castelnau-Laloubère, 2° Raymond Garcie, chef de la maison de Castelnau-Mauvissière, dont était Michel de Castelnau, ambassadeur en Angleterre, qui a laissé des mémoires fort estimés et est mort en 1592 ».

### Cadastre napoléonien de Julos
Le plan cadastral napoléonien de Julos est consultable sur le site des archives départementales des Hautes-Pyrénées.

## Politique et administration

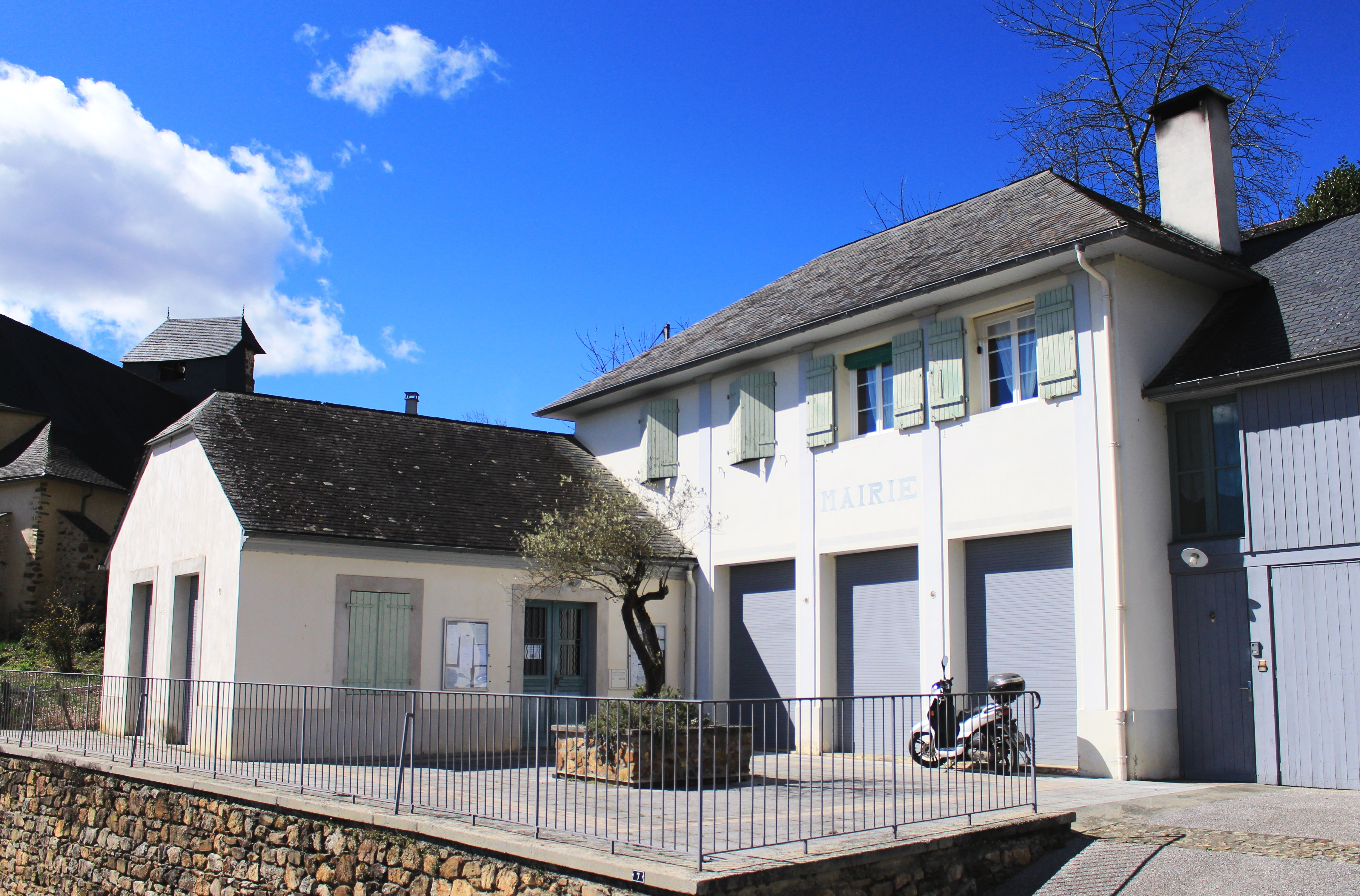
La mairie en 2018.

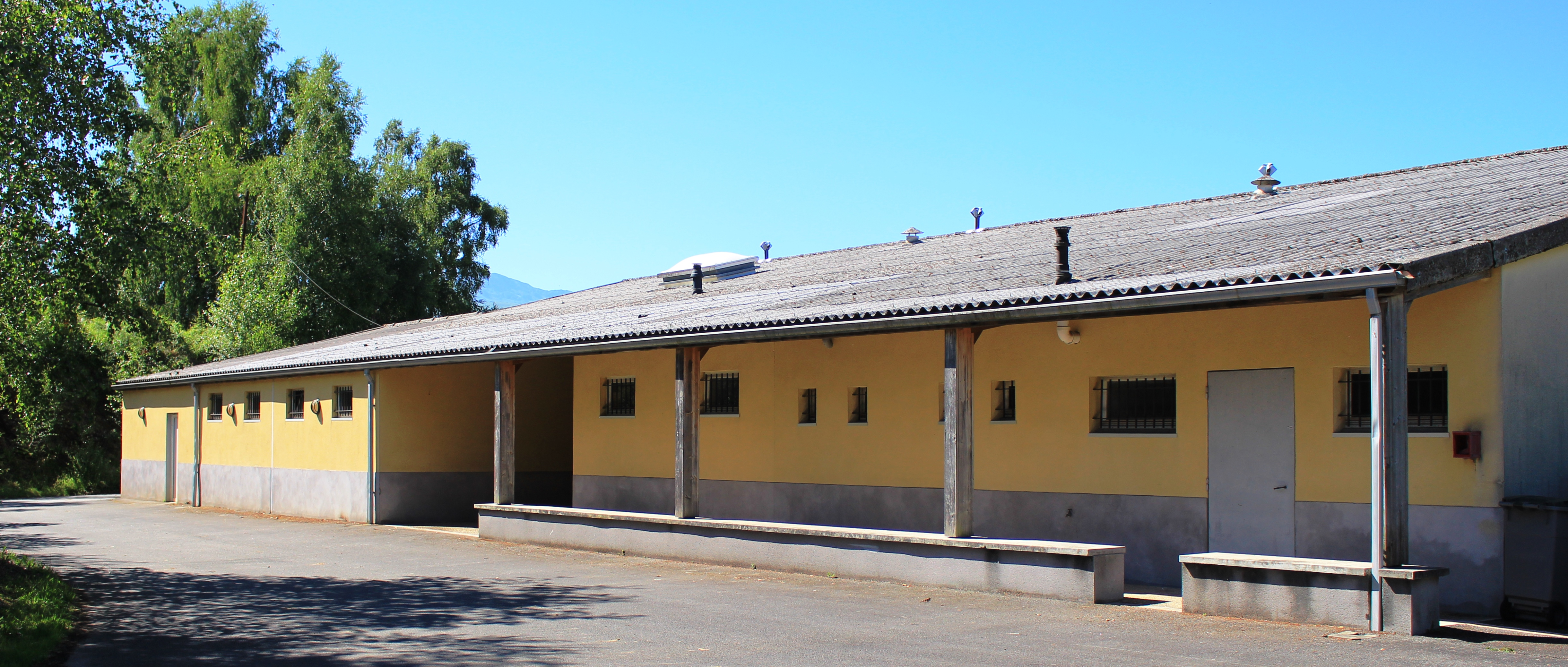
Le foyer rural en 2021.

### Liste des maires
| Période                                  | Période   | Identité        | Étiquette | Qualité |
| ---------------------------------------- | --------- | --------------- | --------- | ------- |
| Les données manquantes sont à compléter. |           |                 |           |         |
|                                          |           |                 |           |         |
| avant 1988                               | ?         | Antoine Pirès   |           |         |
| mars 2001                                | mars 2020 | Georges Castres |           |         |
| mars 2020                                | En cours  | Éric Abbadie    |           |         |

### Rattachements administratifs et électoraux

#### Historique administratif
Pays et sénéchaussée de Bigorre, quarteron de  Lourdes, canton de Lourdes (depuis 1790), Lourdes-Est (1973).

#### Intercommunalité
Julos appartient à la Communauté d'agglomération Tarbes-Lourdes-Pyrénées créée en janvier 2017 et qui réunit 86 communes.

## Population et société

### Démographie

#### Évolution démographique
L'évolution du nombre d'habitants est connue à travers les recensements de la population effectués dans la commune depuis 1793. Pour les communes de moins de 10 000 habitants, une enquête de recensement portant sur toute la population est réalisée tous les cinq ans, les populations de référence des années intermédiaires étant quant à elles estimées par interpolation ou extrapolation. Pour la commune, le premier recensement exhaustif entrant dans le cadre du nouveau dispositif a été réalisé en 2008.

En 2022, la commune comptait 457 habitants, en évolution de +18,7 % par rapport à 2016 (Hautes-Pyrénées : +1,59 %, France hors Mayotte : +2,11 %).
| 1793 | 1800 | 1806 | 1821 | 1831 | 1836 | 1841 | 1846 | 1851 |
| ---- | ---- | ---- | ---- | ---- | ---- | ---- | ---- | ---- |
| 295  | 246  | 299  | 324  | 331  | 335  | 345  | 310  | 355  |

| 1856 | 1861 | 1866 | 1872 | 1876 | 1881 | 1886 | 1891 | 1896 |
| ---- | ---- | ---- | ---- | ---- | ---- | ---- | ---- | ---- |
| 321  | 312  | 321  | 316  | 315  | 314  | 274  | 272  | 243  |

| 1901 | 1906 | 1911 | 1921 | 1926 | 1931 | 1936 | 1946 | 1954 |
| ---- | ---- | ---- | ---- | ---- | ---- | ---- | ---- | ---- |
| 223  | 227  | 239  | 213  | 209  | 207  | 189  | 178  | 170  |

| 1962 | 1968 | 1975 | 1982 | 1990 | 1999 | 2006 | 2008 | 2013 |
| ---- | ---- | ---- | ---- | ---- | ---- | ---- | ---- | ---- |
| 178  | 188  | 191  | 191  | 218  | 241  | 304  | 322  | 345  |

| 2018 | 2022 | - | - | - | - | - | - | - |
| ---- | ---- | - | - | - | - | - | - | - |
| 426  | 457  | - | - | - | - | - | - | - |

### Enseignement
La commune dépend de l'académie de Toulouse. Elle ne dispose plus d'école en 2016.

## Économie

### Revenus
En 2018, la commune compte 179 ménages fiscaux, regroupant 420 personnes. La médiane du revenu disponible par unité de consommation est de 21 500 € (20 420 € dans le département).

### Emploi
|                | 2008  | 2013  | 2018  |
| -------------- | ----- | ----- | ----- |
| Commune        | 3,2 % | 6,5 % | 8,8 % |
| Département    | 7,7 % | 9,4 % | 9,8 % |
| France entière | 8,3 % | 10 %  | 10 %  |

En 2018, la population âgée de 15 à 64 ans s'élève à 297 personnes, parmi lesquelles on compte 78,5 % d'actifs (69,7 % ayant un emploi et 8,8 % de chômeurs) et 21,5 % d'inactifs,. Depuis 2008, le taux de chômage communal (au sens du recensement) des 15-64 ans est inférieur à celui de la France et du département.
La commune fait partie de la couronne de l'aire d'attraction de Lourdes, du fait qu'au moins 15 % des actifs travaillent dans le pôle,. Elle compte 22 emplois en 2018, contre 34 en 2013 et 52 en 2008. Le nombre d'actifs ayant un emploi résidant dans la commune est de 209, soit un indicateur de concentration d'emploi de 10,5 % et un taux d'activité parmi les 15 ans ou plus de 65,5 %.
Sur ces 209 actifs de 15 ans ou plus ayant un emploi, 19 travaillent dans la commune, soit 9 % des habitants. Pour se rendre au travail, 95,2 % des habitants utilisent un véhicule personnel ou de fonction à quatre roues, 1 % les transports en commun, 1 % s'y rendent en deux-roues, à vélo ou à pied et 2,9 % n'ont pas besoin de transport (travail au domicile).

## Culture locale et patrimoine

### Lieux et monuments

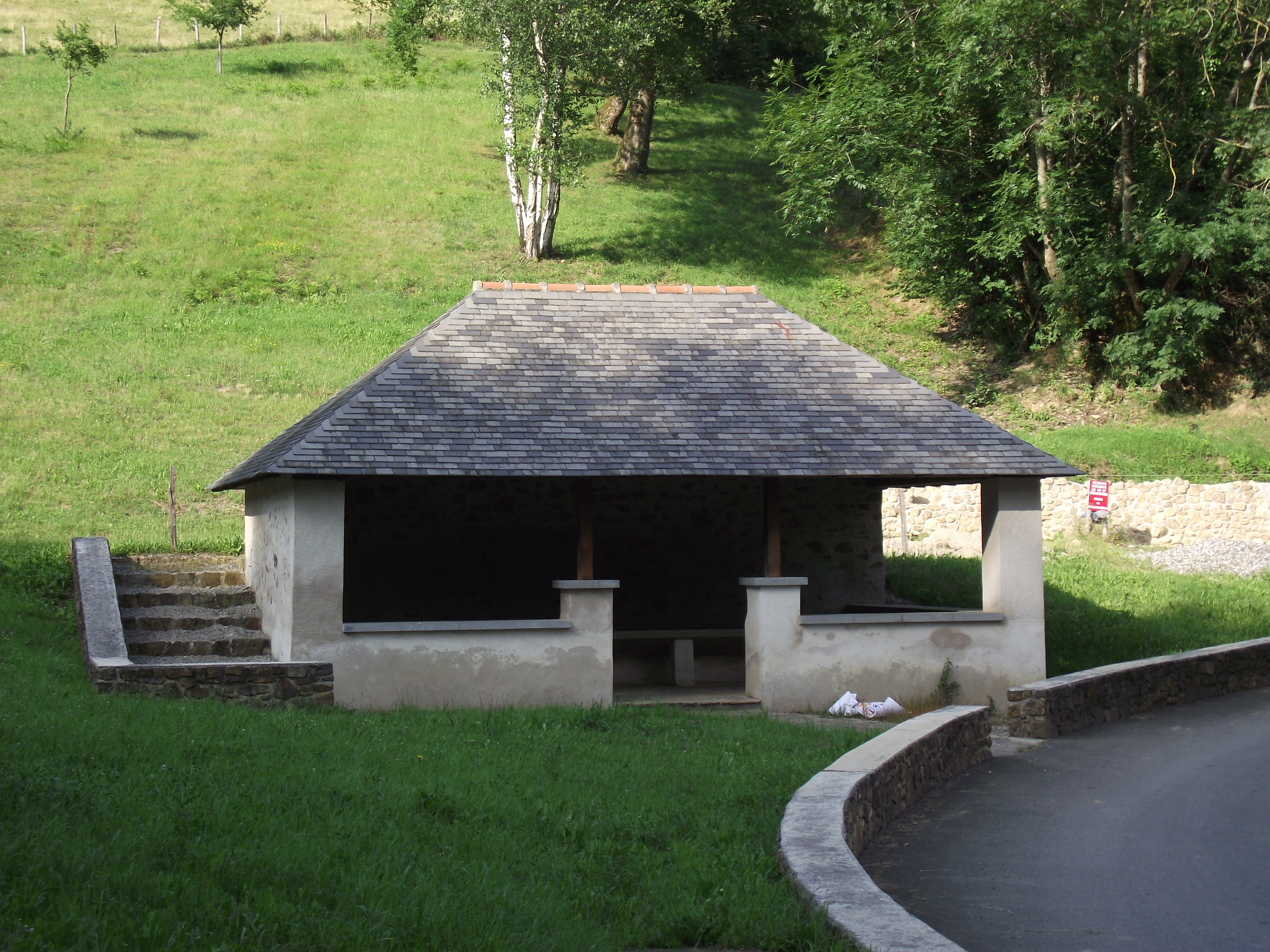
Le lavoir.

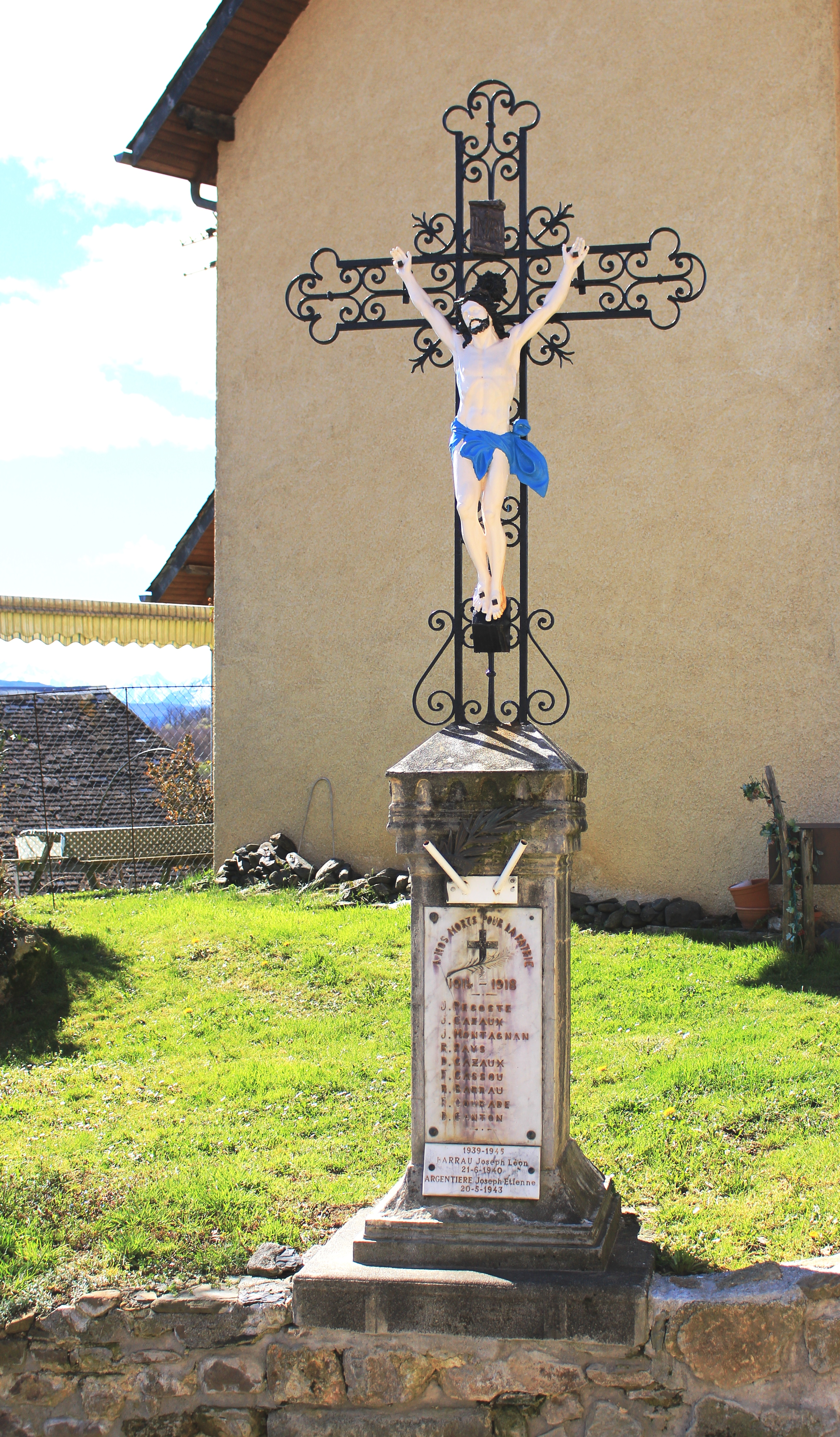
Le monument aux morts municipal.

#### Édifices religieux
- Église Saint-Pierre de Julos.
- Chapelle Saint-Martin des Granges.
- Lavoir.

Sélection de vues des édifices religieux
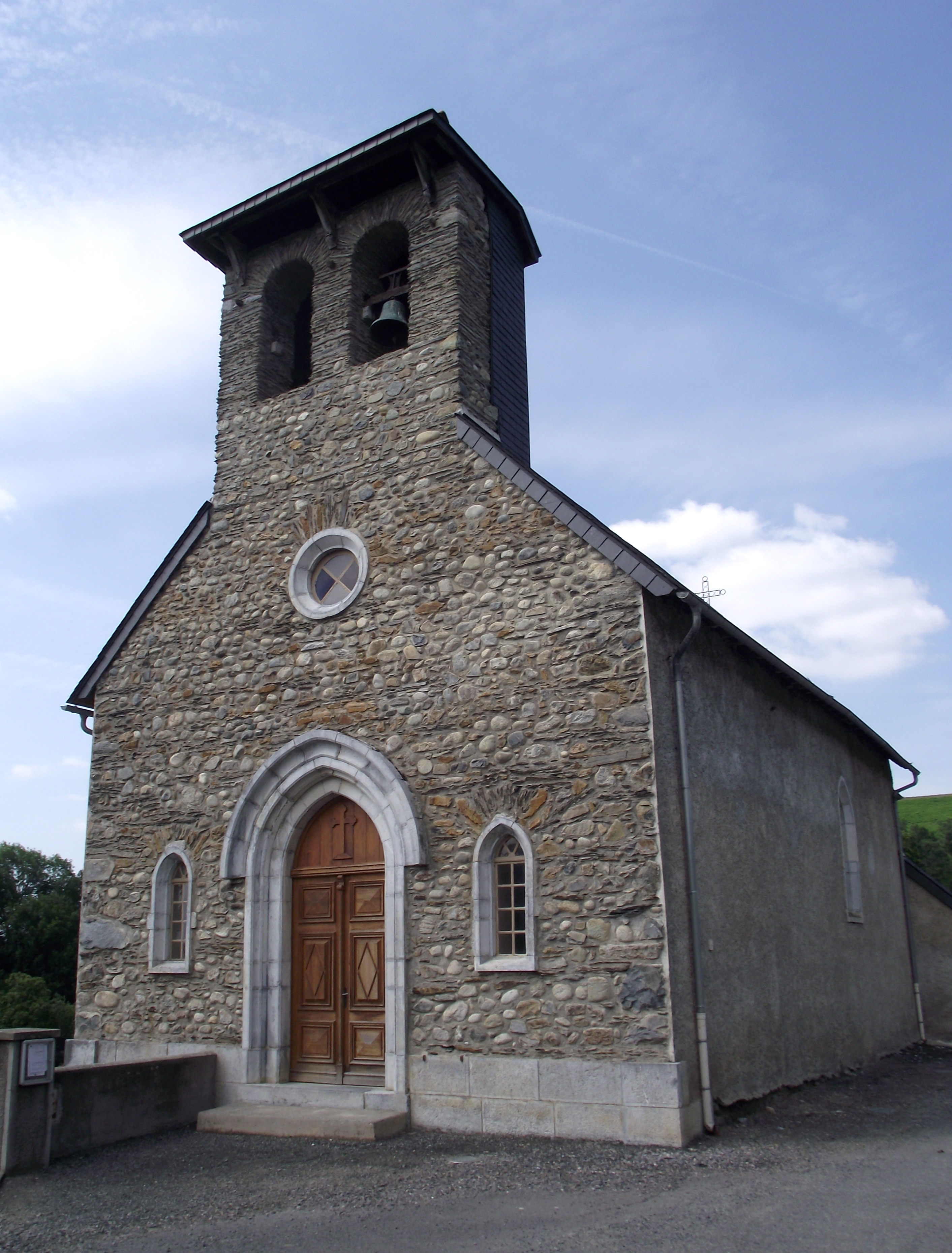
La chapelle Saint-Martin.
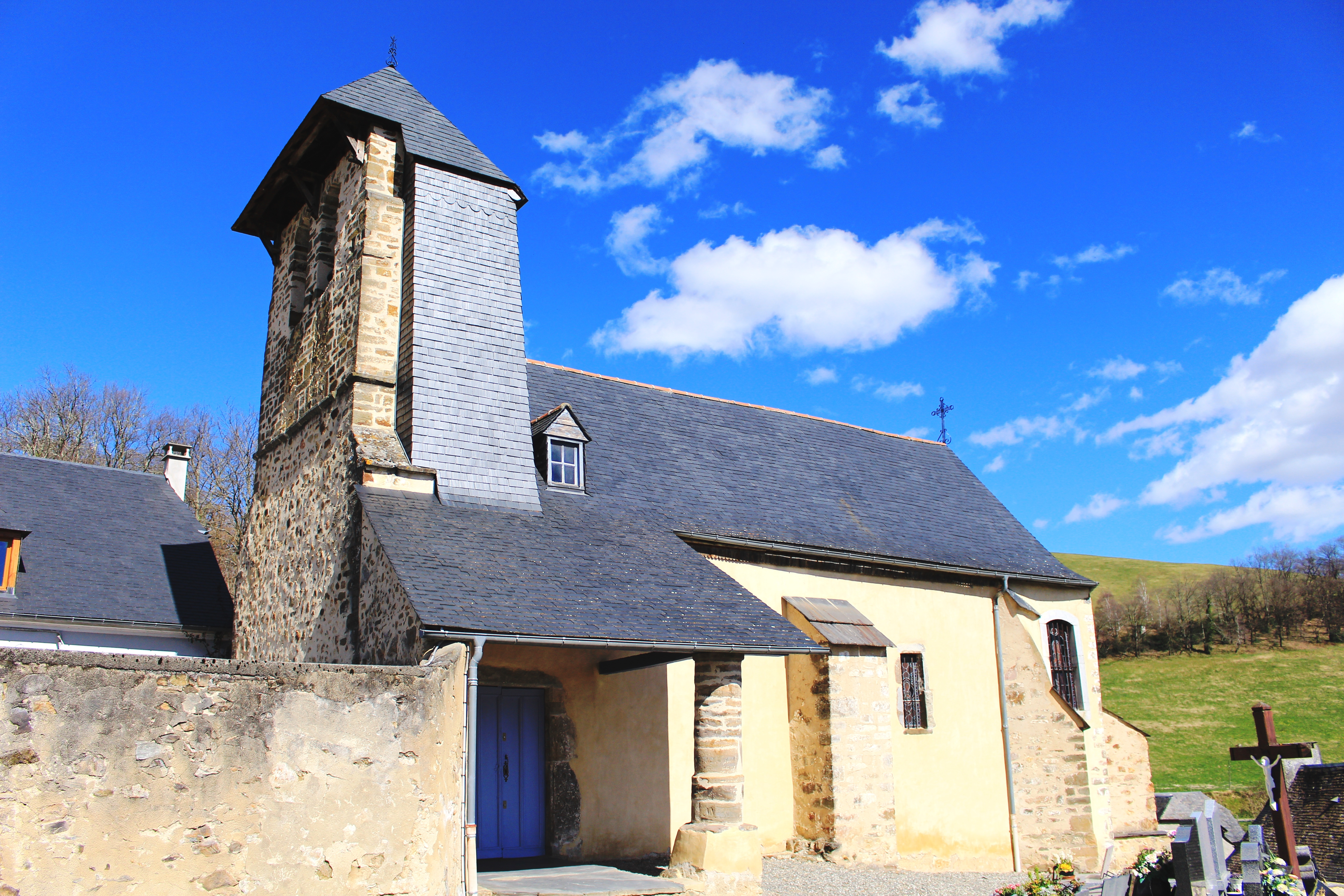
L'église Saint-Pierre.

#### Crête de Miramont
La colline de Miramont était un lieu de pèlerinage pour les communes limitrophes. Avec les éminences voisines. Il s'agit aujourd'hui, avant tout, d'un espace voué à la randonnée offrant un magnifique point de vue sur Tarbes, Ossun… Leurs sommets abritent des antennes relais.

Sélection de vues diverses
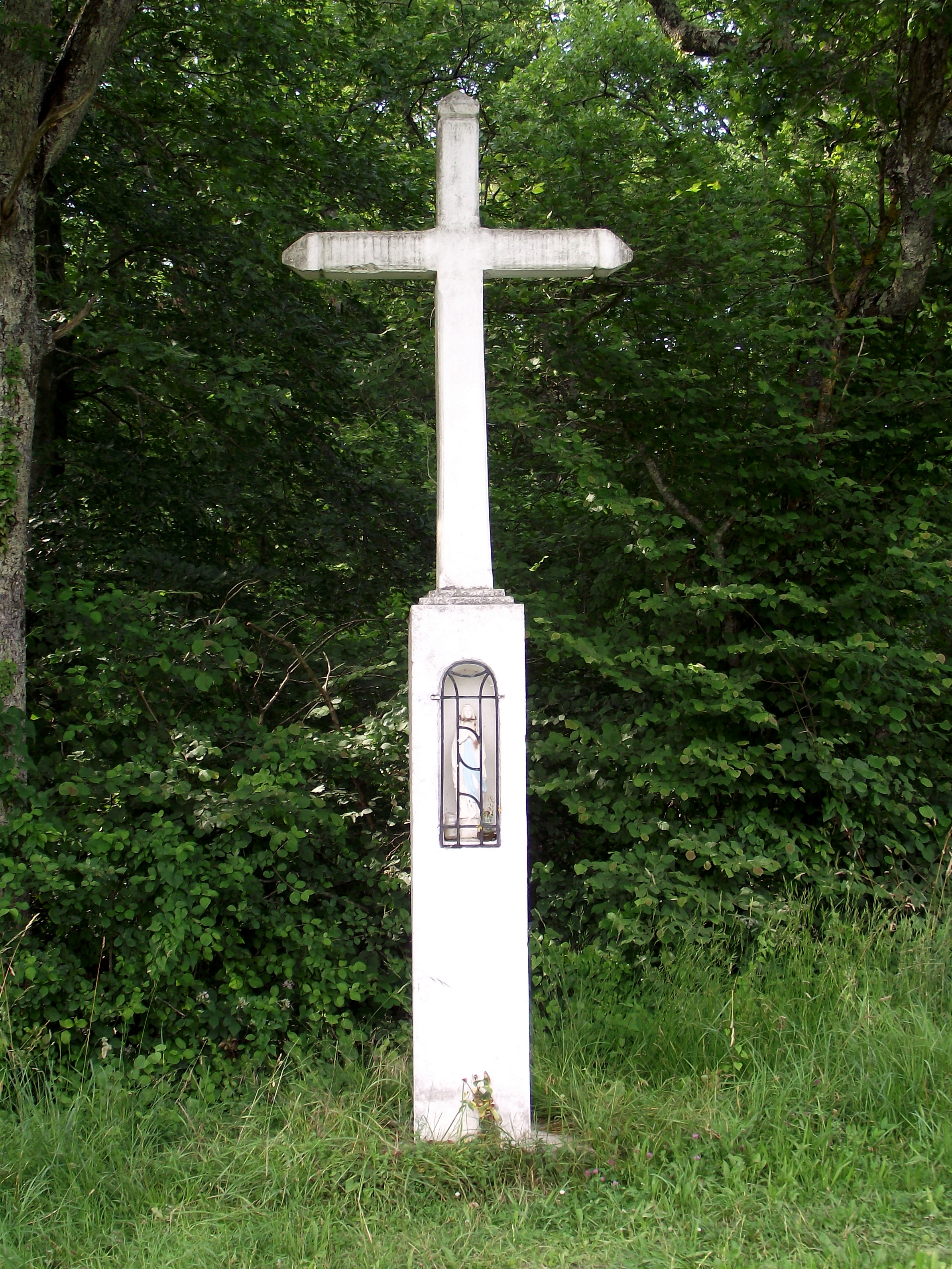
Croix de chez Hourquet.
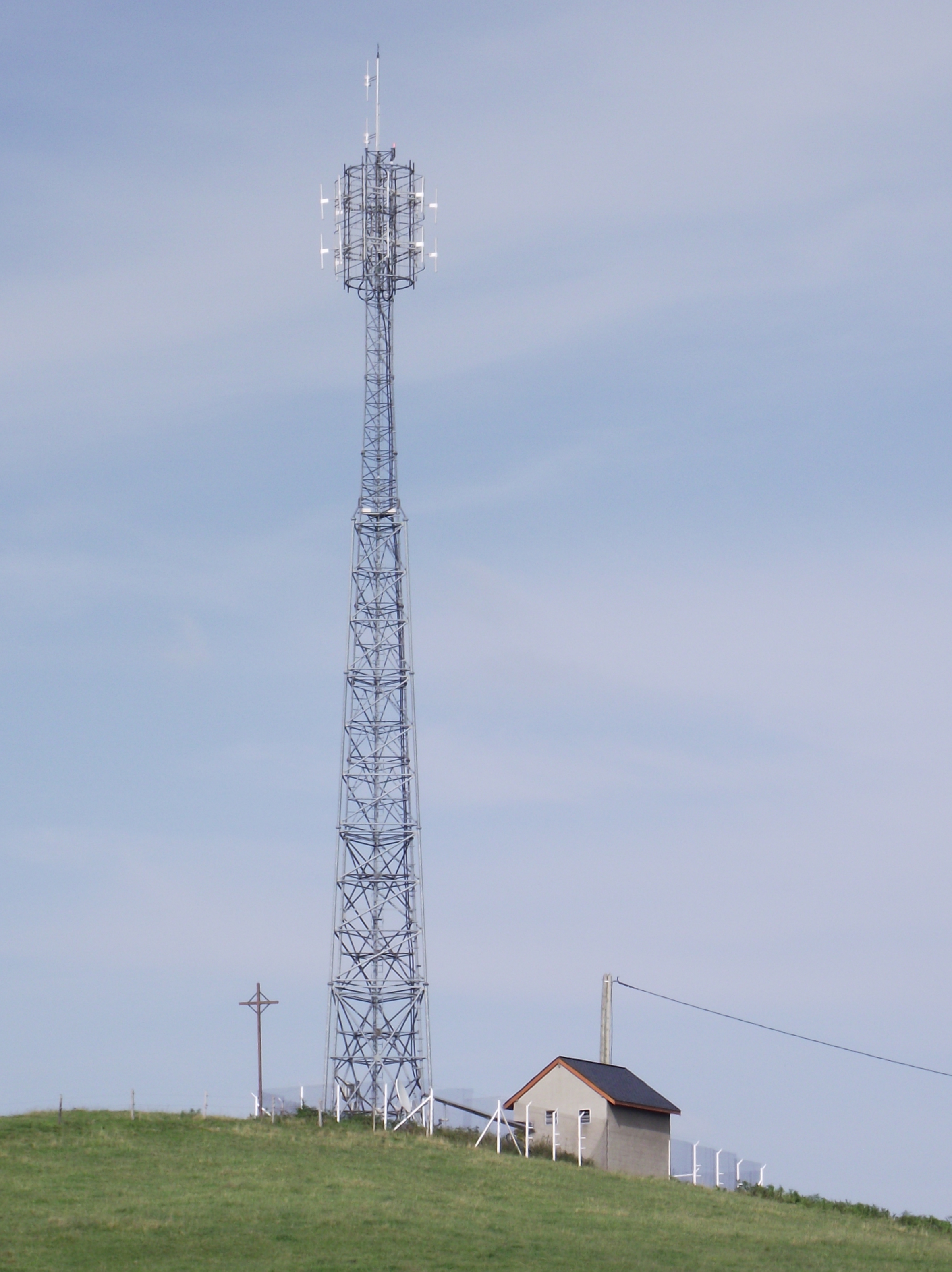
Colline de Miramont.
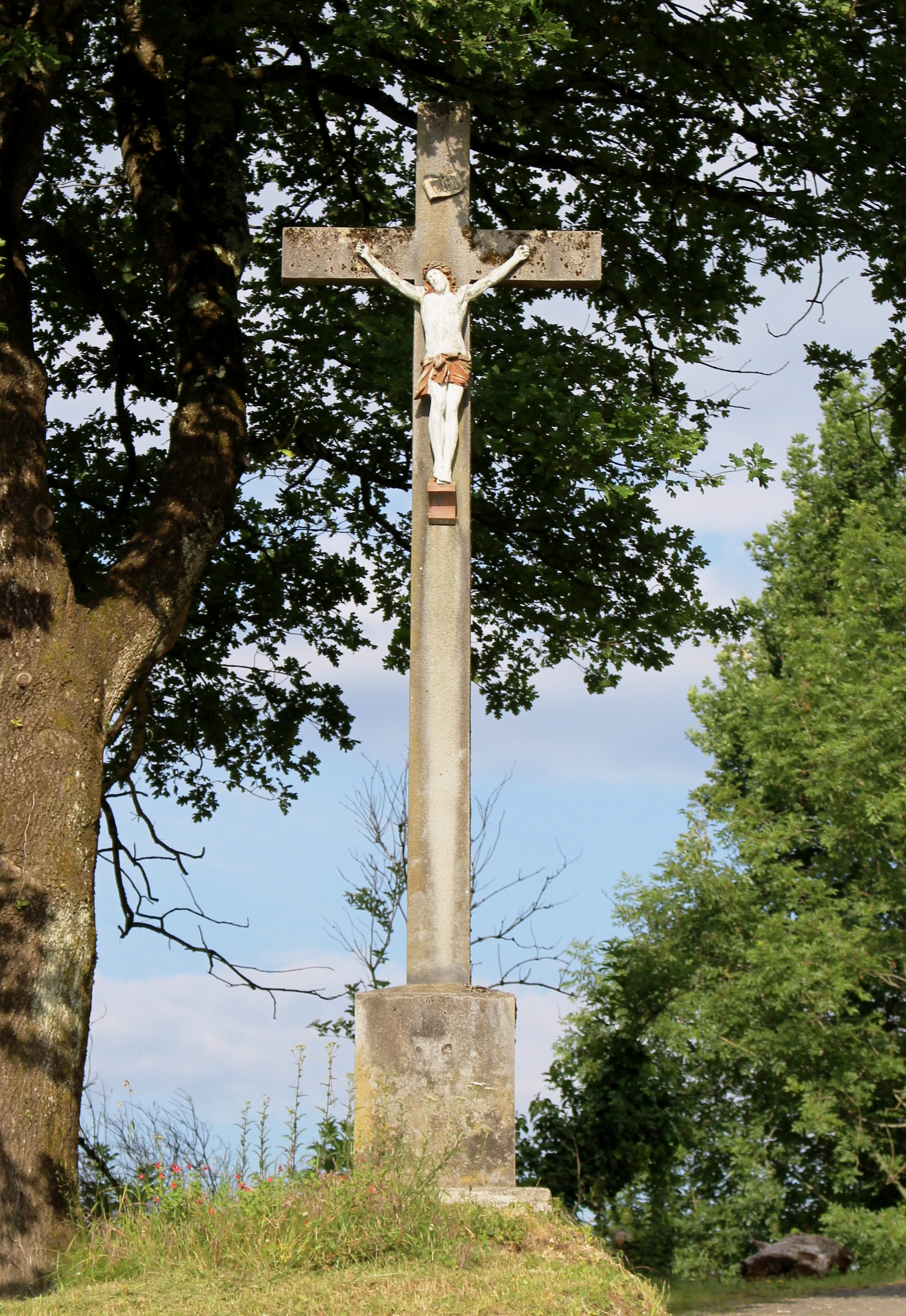
Une croix.
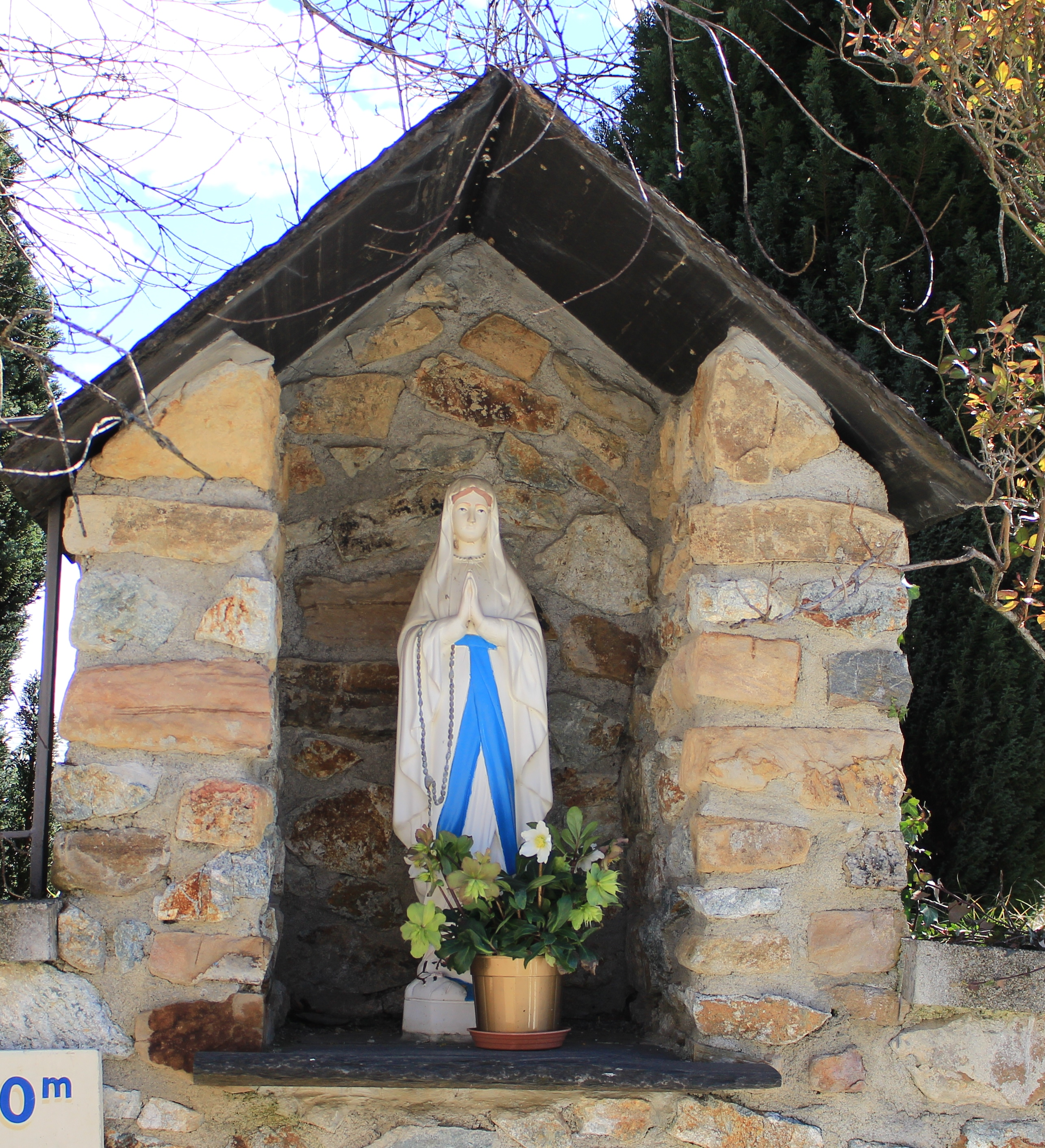
L'oratoire.

### Personnalités liées à la commune
- Jean-Joseph Pays (1882-1951), évêque de Carcassonne nommé le 16 août 1932, né sur la commune.

### Héraldique
| Blason | Blasonnement : De gueules à un château d’argent maçonné de sable posé sur un mont de sinople et accompagné de trois étoiles de six rais d'or posées deux en chef et une en pointe. Commentaires : officialisé par la mairie (avril 2015). |